# Raul Midón

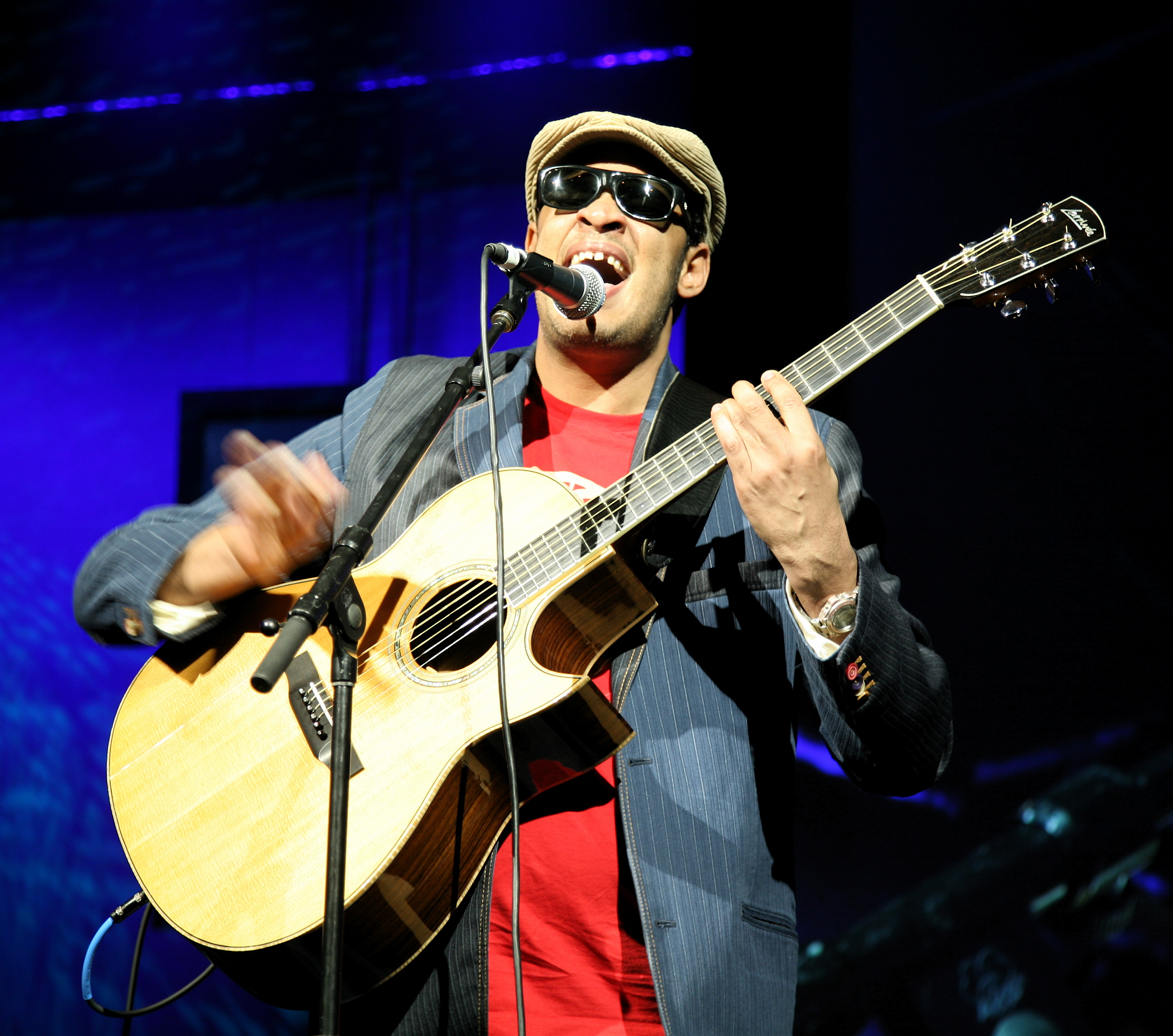
Raul Midón

Raul Midón (14 maart 1966) is een blinde zanger, gitarist en songwriter afkomstig uit New Mexico. In zijn unieke stijl, die invloeden kent vanuit de jazz, blues, soul, R&B en folkmuziek, combineert Raul Midón zang, ritmisch gitaarspel en a capella klanken om zo een eenmansperformance neer te zetten. Raul Midón viel tijdens het North Sea Jazzfestival in 2007, waar hij in 2006 voor het eerst optrad, zeer in de smaak bij het publiek mede door het met de mond imiteren van een trompet.
Raul Midón is blind sinds zijn geboorte.

## Discografie

### Albums
- Gracias a la vida (1999), BMG MUSIC[1]
- Blind To Reality (2001), self-released album
- Raul Midon Live EP (2003), self-released album
- State of Mind (2005), Manhattan Records
- A World Within a World (2007), Manhattan Records EMI
- Synthesis (2009), Universal Decca